# 图尔恩县

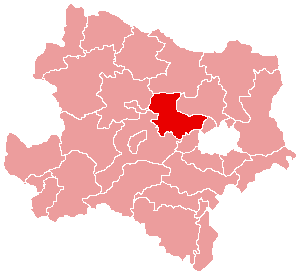
图尔恩县在下奥地利州的位置

图尔恩县（德語：Bezirk Tulln）是奥地利下奥地利州所辖的一个县。总面积653.0平方公里，总人口64600，人口密度99人/平方公里（2001年）。行政中心位于多瑙河畔图尔恩。

## 行政区域
图尔恩县辖有21个市镇。